# Larry Semon
Lawrence (Larry) Semon (West Point, 9 februari 1889 – Victorville, 8 oktober 1928) was een beroemd slapstick-acteur, stuntwerker, regisseur, scenarioschrijver, filmproducent, cartoonist, en grafisch ontwerper. Stan Laurel en vooral Oliver Hardy, toen nog geen duo, hadden vaak een bijrol in zijn films. Semon speelde de hoofdrol in circa 80 van zijn eigen films, tussen 1917 en 1928. Zijn bekendste personage is een soort simpele boerenknecht die tevens een soort superheld is, soms ook als politieagent of geheim agent.

## Biografie

### Vroege leven
Semon werd geboren op 9 februari 1889 in West Point (Mississippi) in een gezin van goochelaars. Zijn moeder assisteerde zijn vader, die zich "Zera the Great" noemde. Larry en zijn zus deden later ook mee in deze vaudeville-act.
Nadat zijn vader overleed, ging Semon studeren in Savannah en verhuisde daarna naar New York, waar hij werkte als cartoonist en grafisch ontwerper. Ondertussen verscheen hij ook in vaudeville-monologen. Dat werd gezien door Vitagraph Studio's, en in 1915 kreeg Semon van hen een contract aangeboden.

### Carrière
In eerste instantie werkte Semon achter de schermen voor de films van Hughie Mack. Af en toe bedeelde Semon zichzelf een bijrol toe. Toen Mack de studio verliet, was Semon de aangewezen opvolger, en ging dus hoofdrollen spelen. Hij stopte met cartoons tekenen, maar nam die stijl wel over in zijn films. 

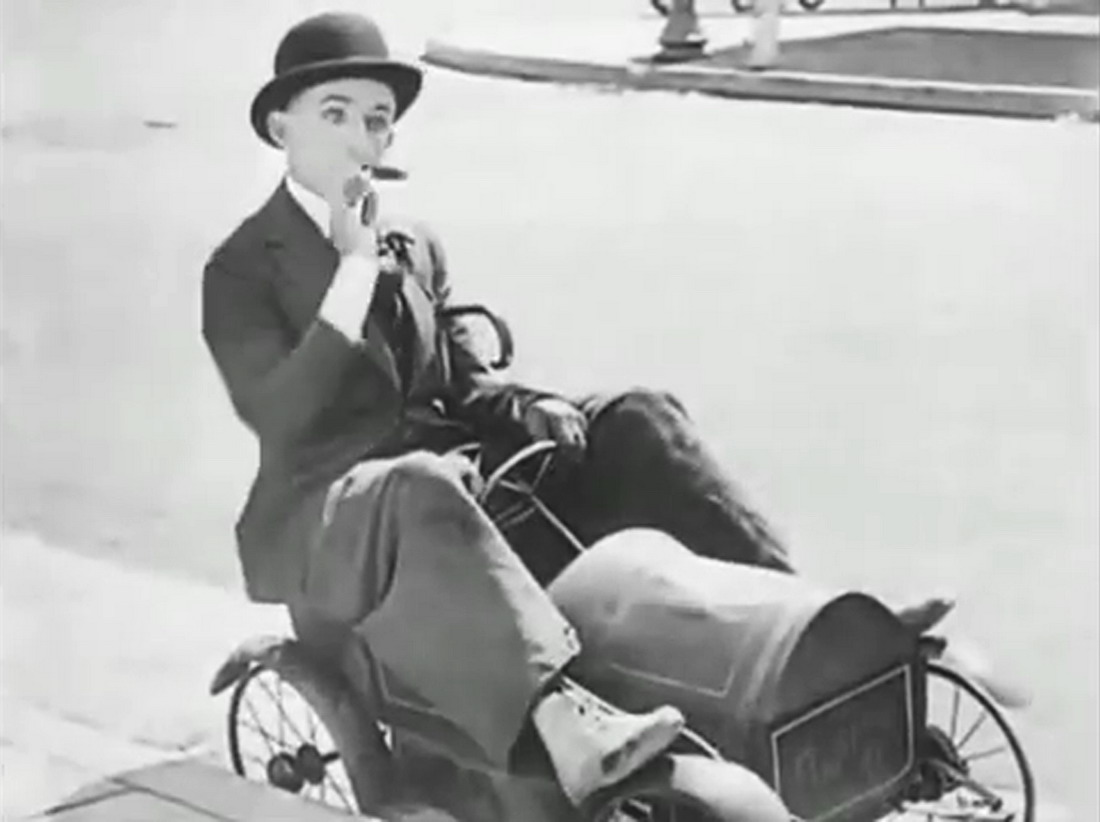
Karakteristiek beeld van Semon, hier in Huns and Hyphens (1918)

Kenmerkend was zijn verschijning met bolhoed, wit gezicht en een tuinbroek of overall. Zijn films zijn typische actiefilms: wilde chaos en achtervolgingen, grote schade en verwoesting, vechten, in het water vallen, troep zoals roet en meel, inkt, jam, eieren, putten met modder, een vat met verf, teer, kleine en grote explosies, gooien en smijten met taart en huisraad of winkelspullen, (om)vallen, schieten, gevaarlijke sprongen, levensgevaarlijke stunts met auto's, vliegtuigen, trams, en een grote stoomlocomotief. De grappen en stunts zijn belangrijker dan het verhaal. Semon overleeft als een soort superheld alle aanrijdingen, aanslagen en het vallen van grote hoogte op wonderbaarlijke wijze, en verslaat uiteindelijk de slechteriken. Oliver Hardy is met een dikke zwarte snor in veel films te zien als de slechterik; als een boosaardige bedrijfsleider of als gemene leider van criminelen, of allebei. De zeer omvangrijke Frank Alexander speelt vaak de ook al onaardige directeur van een bedrijf, politiecommissaris, maar soms ook 'bovenbaas' van de boeven. Sowieso zijn leidinggevenden in Semons films altijd tirannen. Ook andere bijrolspelers komen in meerdere films voor. Voor de stunts werden diverse stuntwerkers ingehuurd. Een van hen, Bill Hauber, leek erg op Semon, wat gunstig was voor stand-in-werk. 
Door het grote aantal korte bioscoopfilms werd Semon snel bekend bij het grote publiek. Als gevolg daarvan mocht hij langere films gaan maken; 24 in plaats van 12 minuten, hoewel er ook nog langere films van hem bekend zijn. In 1921-22 was Semon koploper bij de filmmakers.
Semon hield van dure producties en liet complete gebouwen neerzetten voor één film, met tijdelijke huizen voor de medewerkers. Hij ging daarbij steeds ver over zijn budget heen, wat tot rechtszaken leidde, maar omdat de films ook veel opbrachten wilde Vitagraph hem toch niet kwijt. Hij had ook meer vrijheid dan 'mindere' acteurs wier films ook minder opbrachten. Vanaf 1922 moest hij het echter doen met een vast budget per film, maar werd hij wel eigen producent binnen Vitagraph. Het lukt hem binnen budget en termijn te blijven. In 1924 sloot Vitagraph en dat was het einde van een moeizame samenwerking.
Semon werd in 1924 nog steeds gezien als een grote ster en men verwachtte dat ook hij lange films zou gaan maken. Inderdaad deed hij dat, bij producent I.E. Chadwick. 

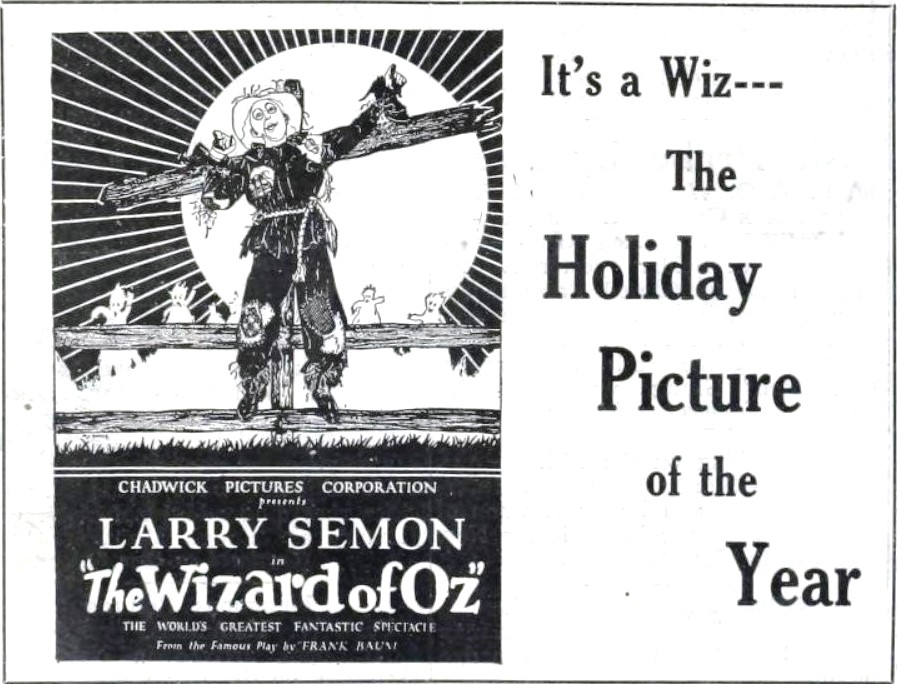
Advertentie voor The Wizard of Oz (1925).

In 1925 maakte hij de reeds lange tijd geplande lange parodie-speelfilm The Wizard of Oz. De film kreeg goede kritieken, maar de opbrengst viel zwaar tegen. Het publiek was niet meer onder de indruk van steeds dezelfde grappen en grollen. Semon leek zich daarna soms aan te passen en iets nieuws te proberen, maar bij een volgende film was het weer het oude liedje; meer van hetzelfde. Bovendien was de smaak van het publiek veranderd; slapstick was niet zo populair meer.
In 1927 maakte hij weer korte films, nu bij Educational Pictures. In 1928 vroeg hij wegens enorme schulden faillissement aan, en ging terug naar de vaudeville.

### Overlijden
Tijdens het rondtrekken als vaudeville-artiest kreeg hij een zenuwinzinking en werd opgenomen in een sanatorium in Los Angeles. Op 8 oktober overleed hij in Victorville (Californië) aan longontsteking en tuberculose. De stress door de tegenvallers droeg waarschijnlijk bij aan zijn vroege overlijden; hij werd 39 jaar. Er zijn echter mysterieuze omstandigheden rond zijn overlijden; sommigen denken zelfs dat hij zijn eigen dood in scène heeft gezet. Ook zijn echtgenote heeft nooit geweten wat er precies gebeurd is. 

### Postuum
Na zijn overlijden raakte Semons bekendheid op de achtergrond door de nog levende acteurs in het genre, zoals Laurel en Hardy en The Three Stooges, die langer door konden gaan, hoewel zijn films in Europa nog lange tijd populair waren, onder diverse namen. 
Toch werd hij ook in eigen land niet helemaal vergeten, want reeds in het openingsjaar van de Hollywood Walk of Fame in Hollywood in 1960 kreeg hij een ster. (The three stooges, zes acteurs in totaal, kregen samen maar één ster, en pas in 1983)
In de 21e eeuw nam de belangstelling voor zijn films weer toe, onder andere door YouTube. Niet alle films zijn behouden, en er ontbreken soms stukjes, wat dus voor zeer plotse overgangen zorgt. Soms wordt nog iets terug gevonden. De beeldkwaliteit is wisselend, en er bestaan ook recent ingekleurde films.

## Films
- The man from Egypt (1916). Hierin is Semon zelf niet te zien.
- Gall and Golf (1917)
- Slips and Slackers (1917)
- Risks and Roughnecks (1917)
- Plaques and Puppy Love (1917)
- Tough Luck and Tin Lizzies (1917)
- Babes and Boobs (1918)
- Whistles and Windows (1918)
- Spies and Spills (1918)
- Romans and Rascals (1918)
- Skids and Scalawags (1918)
- Hindoes and Hazards (1918)
- Bathing Beauties and Big Boobs (1918)
- Dunces and Dangers (1918). In 1923 zou Harold Lloyd ook soortgelijke stunts doen, in Safety Last!.
- Huns and Hyphens (1918)
- Bears and Bad Men (1918)
- Frauds and Frenzies (1918)
- Humbugs and Husbands (1918)
- Plucks and Plotters (1918)
- Traps and Tangles (1919)
- Scamps and Scandals (1919)
- Well, I'll Be (1919)
- The Starboarder (1919)
- His Home Sweet Home (1919)
- Between the Acts (1919)
- The Simple Life (1919)
- Dull Care (1919), inclusief stunts met een rijdende elektrische tram
- Dew Drop Inn (1919)
- The Head Waiter (1919)
- The Grocery Clerk (1919)
- The Fly Cop (1920)
- School days (1920)
- Solid Concrete (1920)
- The Stage Hand (1920)
- The Suitor (1920)
- The Sportsman (1921), met echte leeuwen
- The Bakery (1921)
- The Rent Collector (1921)
- The Fall Guy (1921)
- The Bell Hop (1921)
- The Hick (1921)
- The Sawmill (1922). Voor deze film werd een complete houtzagerij gebouwd.
- The Show (1922).
- A Pair of Kings (1922)
- Golf (1922)
- The Agent (1922)
- The Counter Jumper (1922)
- No Wedding Bells (1923)
- The Barnyard (1923)
- The Midnight Cabaret (1923)
- The Gown Shop (1923)
- Lightning Love (1923)
- Horseshoes (1923)
- Trouble Brewing (1924)
- The Girl in the Limousine (1924)
- Her Boy Friend (1924)
- Kid Speed (1924), met race-auto's.
- Wizard of Oz (1925), met met echte leeuwen
- The Perfect Clown (1925)
- The Dome Doctor (1925)
- The Cloudhopper (1925)
- Stop, Look and Listen (1926). Dit is een parodie op de gelijknamige leus van de spoorwegen in die tijd; de variant look listen live is nog steeds de leus van de spoorwegen.[2]
- Spuds (1927)
- A Dozen Socks (1927)
- The Stunt Man (1927)
- Oh What a Man! (1927). In deze film doet een motorrijdster stunts bij een trein.
- Underworld (1927). Deze film is de enige niet-komedie van Semon.
- Dummies (1928)
- A Simple Sap (1928)

### Grappen en stunts

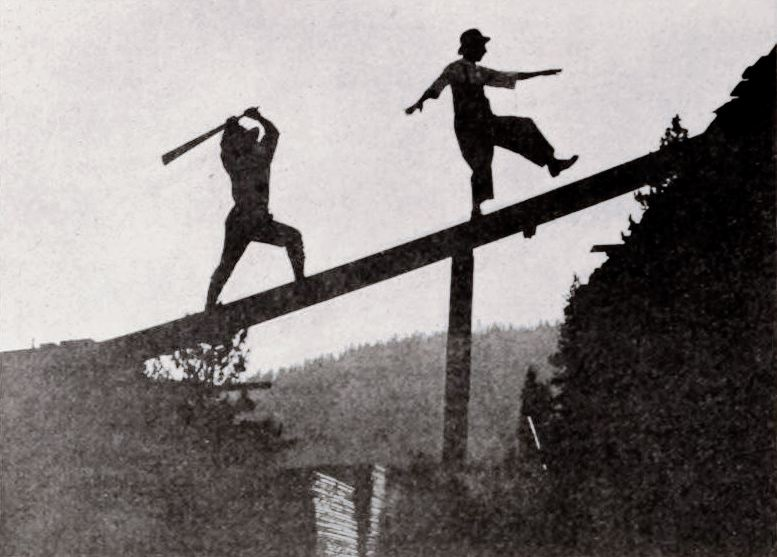
Een scene uit The Sawmill (1922)

In Semons films komen diverse typen grappen en stunts veelvuldig terug:
- Vlak voor tram of (straat)trein langs rijden met motor of auto
- Ook kinderen worden in -ogenschijnlijk- gevaarlijke situaties gebracht op tram of treinspoor.
- Al rijdende op ander rijdend voertuig springen
- Stuntvrouwen, ook als piloot
- Larry of anderen die snel rijdende auto voorbij rennen
- Scheuren met (race)auto's
- Uit raam springen als vangnet of matras net weg is; en dus te pletter vallen maar direct weer opstaan
- Een klein ongelukje leidt steevast tot woedende reacties waarbij onmiddellijk een 'zondebok' moet 'sterven'; En of Semon nou wel of niet de dader is, hij is dus die zondebok. Maar dat gaat zomaar niet.
- Ergens mee gooien en de verkeerde raken
- Kettingreactie waardoor er steeds meer personen woedend worden
- Door bijvoorbeeld meel worden zwarte acteurs "blank"
- Door bijvoorbeeld roet worden blanke acteurs zwart.
- Inkt valt ongemerkt in wasbak, en zo worden de blanken zwart in plaats van schoon
- Inhoud van verf-emmer of vat valt op één of meerdere personen, of iemand valt er in
- Honden, kleine apen, maar ook grotere dieren die precies weten wat ze moeten doen
- Berg oprijden met auto en aanhanger, maar de aansluiting breekt af, dus aanhanger rolt terug
- Auto rijdt huisje met explosieven in, dus volgt grote explosie
- Auto stort in afgrond en explodeert
- Iemand valt in een diep ravijn maar mankeert niets en staat meteen weer op
- Uit een gebouw gesmeten worden, ook door een muur heen
- Over een kloof 'springen' in een auto nadat de brug ontploft is (zelfs achteruit!)
- Voorwerpen die tot leven komen
- Boeven storten neer met een vliegtuig, maar ook zij overleven alles
- Van een gebouw afspringen, één seconde voor het explodeert

## Varia
- In het buitenland werd hem vaak een "artiestennaam" toegedicht, zoals Jaimoto, Ridolini, Tomasin, en Zigoto.
- Zelfs in de dictatuur van de Sovjet-Unie mochten zijn 'opruiende' films bekeken worden. Ze werden met Russische teksten uitgebracht.[3]